# Hortense Haudebourt-Lescot
Hortense Haudebourt-Lescot, nascida Antoinette Cécile Hortense Viel (14 de dezembro de 1784 - 2 de janeiro de 1845) foi uma pintora francesa, principalmente de gênero e cenas históricas.

## Biografia
Hortense nasceu em Paris, filha de Jean-Baptiste Viel, um perfumista, e sua esposa Cécile, nascida Lejeune. Sua mãe ficou viúva dois anos depois e se casou novamente; com Jean-Louis Lescot, um farmacêutico.